# Plain Jane Automobile (альбом)
Plain Jane Automobile (также известный, как Foundation № 312) — дебютный мини-альбом одноимённой американской инди-рок-группы, выпущенный 1 апреля 2006 года.

## Об альбоме
В дебютный релиз группы вошло 5 песен. Песни «Close My Eyes», «Tear Yourself to Bits» и «Blue Jeans» позже были существенно переработаны и включены в полноформатный альбом The Collector. Ещё позднее «Close My Eyes» была включена в альбом Your Tomorrow. Песни «The Village» и «Spaces» встречаются только в этом мини-альбоме.
После выхода альбома компания Nokia приобрела лицензию на песню «The Village» и поместила её на телефоны Nokia 5310 Xpress Music в качестве стандартного рингтона.
Начиная с 15 февраля 2012 года данный альбом, как и все остальные альбомы группы, стал доступен на официальном сайте для бесплатного скачивания в формате MP3.

## Список композиций
Слова и музыка всех песен — Крайдер, Мехиа, МакКоркелл и Диккенс.
| №                   | Название                | Длительность |
| ------------------- | ----------------------- | ------------ |
| 1.                  | «Close My Eyes»         | 4:10         |
| 2.                  | «Tear Yourself to Bits» | 4:42         |
| 3.                  | «Blue Jeans»            | 2:40         |
| 4.                  | «The Village»           | 4:38         |
| 5.                  | «Spaces»                | 4:32         |
| Общая длительность: | Общая длительность:     | 20:42        |

## Участники записи
- Джеймс «Дюк» Крайдер — вокал, гитара
- Луис Мехиа — гитара, клавишные, бэк-вокал
- Пол МакКоркелл — бас, бэк-вокал
- Джеймс Диккенс — ударные